# Strada Statale 54 del Friuli
Die Strada Statale 54 del Friuli (Abkürzung: SS 54) ist eine italienische Staatsstraße in Nordostitalien, die von Udine bis nach Tarvis und Slowenien führt. Sie liegt in der italienischen Region Friaul-Julisch Venetien.

## Verwaltung
Der gesamte Abschnitt wird von der ANAS verwaltet.

## Zwei Abschnitte

Die SS 54 besteht heute aus zwei Teilen, die nicht miteinander verbunden sind, jedoch die gleiche Nummer besitzen. Bis 1945 waren beide Teile verbunden, da auch Teile des Isonzotals zu Italien gehörten.
Die SS 54 führte früher von Udine über Cividale nach Kobarid (ital. Caporetto) und Bovec (Plezzo), sowie über den Predilpass bis nach Tarvis, wo sie bei Fusine in Valromana am Rateče die Grenze zum damaligen Jugoslawien erreichte.
Heute wird der Abschnitt zwischen Udine und der Ortschaft Pulfero/Grenzübergang Stupizza/Robič sowie ab dem Predilpass bis Slowenien als SS 54 bezeichnet. Der dazwischenliegende Teil befindet sich in Slowenien. Obwohl sie nur mehr eine Gesamtlänge von 57,37 km besitzt, hat man die alte Kilometrierung beibehalten. So liegt heute der Abschnitt zwischen km 0 und 34,12 sowie 81,32 und 104,58 in Italien.
Die ursprüngliche Streckenlänge betrug daher 104,582 km.
Der heute slowenische Teil ist von Robič bis Kobarid ein Teil der Hauptstraße Nr. 102 (die über Idrija bis Logatec führt), und dann die Regionalstraße Nr. 203.

## Verlauf

### Erster Streckenteil
Die Strecke beginnt in Udine und führt dann über Cividale in die Berge.
Gemeinden im Natisone-Tal sind San Pietro al Natisone und Pulfero.
Hinter Stupizza, einem Ortsteil von Pulfero, wird die Grenze zu Slowenien erreicht.

### Zweiter Streckenteil
Der zweite Teil führt von der Grenze am Passo del Predil zum Predil-See, über Cave del Predil (Raibl) nach Tarvisio, und durch das Kanaltal über Fusine in Valromana zur slowenischen Grenze am Valico di Fusine (Rateče-Pass).